# Marco Aurelio Robles Méndez
Marco Aurelio Robles Méndez (* 8. November 1905 in Aguadulce; † 19. April 1990 in Miami) war der 32. Staatspräsident von Panama.
Robles Méndez übernahm das Amt des Staatspräsidenten am 1. Oktober 1964 als Nachfolger von Roberto Francisco Chiari Remón und blieb die gesamte geplante Amtszeit im Amt bis zum 1. Oktober 1968. Sein Nachfolger wurde der bereits zweimal als Staatspräsident amtierende Arnulfo Arias. Robles Méndez ging daraufhin ins Exil.